# Attacus baliensis
Attacus baliensis är en fjärilsart som beskrevs av Juriaanse och Johannus Lindemans 1921. Attacus baliensis ingår i släktet Attacus och familjen påfågelsspinnare. Inga underarter finns listade i Catalogue of Life.